# Karlstads stifts riksdagsmän i prästeståndet
Följande personer företrädde Karlstads stift i prästeståndet vid Sveriges ståndsriksdag. Listan är komplett för ståndsriksdagarna 1809–1866 men inkluderar inte tidigare riksdagar.
Enligt 1810 års riksdagsordning var biskopen i varje stift självskriven ledamot i prästeståndet. Karlstads stift skulle bland sina kyrkoherdar utse två ledamöter, och komministrarna i stiftet hade möjlighet att inom sig utse ytterligare en ledamot.

### Riksdagen 1809–1810
- Biskop Olof Bjurbäck
- Per Alstedt

### Urtima riksdagen 1810
- Biskop Olof Bjurbäck (frånvarande)
- Peter Ekelund
- Per Kölmark

### Urtima riksdagen 1812
- Biskop Olof Bjurbäck
- Nils Kjellin
- Per Kölmark

### Urtima riksdagen 1815
- Biskop Olof Bjurbäck (intog sin plats 20/3 1815)[3]
- Peter Ekelund
- Per Kölmark

### Urtima riksdagen 1817–1818
- Biskop Olof Bjurbäck
- Magnus Eurén
- Per Kölmark

### Riksdagen 1823
- Biskop Olof Bjurbäck (frånvarande)
- Jonas Frykstedt
- Per Kölmark

### Riksdagen 1828–1830
- Biskop Olof Bjurbäck (frånvarande; död 18/4 1829)
  - Biskop Johan Jacob Hedrén (från 15/8 1829)
- Torbjörn Morén
- Jonas Wahlström

### Urtima riksdagen 1834–1835
- (Biskop Carl Adolph Agardh) (från mars 1835, men tjänstgjorde inte i den egenskapen vid riksdagen)[4]
- Anders Lignell
- Torbjörn Morén

### Riksdagen 1840–1841
- Biskop Carl Adolph Agardh
- Karl Ludvig Lalin
- Torbjörn Morén

### Urtima riksdagen 1844–1845
- Biskop Carl Adolph Agardh
- Johannes Hardin
- Anders Lignell
- Olof Hildebrand Schröder

### Riksdagen 1847–1848
- Biskop Carl Adolph Agardh
- Olof Arrhenius
- Lars Schagerberg
- Olof Hildebrand Schröder

### Riksdagen 1850–1851
- Biskop Carl Adolph Agardh (frånvarande)
- Olof Arrhenius
- Jöns Kristoffer Söderberg

### Riksdagen 1853–1854
- Biskop Carl Adolph Agardh (frånvarande)
- Adolf Fredrik Althar
- Johan Magnus Malmstedt

### Riksdagen 1856–1858
- Biskop Carl Adolph Agardh (frånvarande)
- Johan Magnus Malmstedt
- Johan Anton Millén

### Riksdagen 1859–1860
- Biskop Johan Anton Millén
- Olof Arrhenius
- Johan Magnus Malmstedt
- Vilhelm Svartengren

### Riksdagen 1862–1863
- Biskop Johan Anton Millén
- Olof Arrhenius
- Johan Magnus Malmstedt

### Riksdagen 1865–1866
- Biskop Anton Niklas Sundberg
- Adolf Fredrik Althar
- Olof Arrhenius